# Rede de área local sem fio

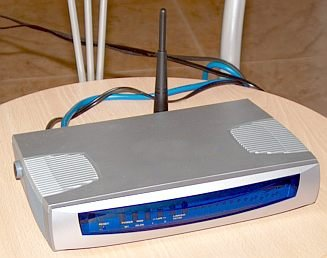
Ponto de acesso, também chamado pelo termo Access Point (AP) para a WLAN

A rede de área local sem fio (em inglês wireless local area network, sigla WLAN ou wireless LAN) é uma rede local que usa ondas de rádio para fazer a conexão dos dispositivos presentes nessa WLAN; e dos mesmos com a Internet, ao contrário das redes baseadas em cabeamento (normalmente par trançado) para a interligação dos dispositivos. É definida pelo padrão IEEE 802.11.

## Origem
Nova Iorque começou um programa piloto para cobrir todos os cinco quarteirões da cidade com a Internet Wireless. Originalmente, a WLAN tinha um grande custo, e foi somente usada como uma alternativa à Internet com cabo (LAN), em lugares de difícil acesso, como edifícios ou salas de aula velhas. Melhorias foram feitas nos padrões de transmissão com os protocolos proprietários, mas no fim dos anos 1990, estes foram substituídos por padrões, de várias versões IEEE 802.11 (Wi-Fi) ou HomeRF (2 Mb/s), para o uso doméstico. A falta da segurança das conexões wireless é um ponto fraco, porém muitas conexões broadband (ADSL) são oferecidas junto com um ponto de acesso wireless, com a possibilidade de usar protocolos mais seguros, como o WPA. Muitos computadores portáteis já vêm de fábrica com WiFi Centrino instalado, e assim elimina a necessidade de um cartão adicional (PCMCIA). 
O uso de Windows ou Ubuntu GNU/Linux torna muito fácil configurar um PC como cliente de WLAN; e permite aos PCs o acesso à Internet através dos Hotspots (estações base). Entretanto, a falta da perícia em ajustar as configurações, frequentemente, permite que um vizinho utilize também sua conexão à Internet, às vezes sem você (ou eles) se darem conta. A frequência em que 802.11b se opera é 2.4GHz, a que pode conduzir interferência com muitos telefones sem fio.

## Tipos de conexão Wireless

### Infra-estrutura
A chamada modalidade infrastructure é um método em que os dispositivos-clientes (usuários) wireless comunicam-se diretamente com a Base Hotspot (pontos de acesso central). A modalidade infrastructure constrói uma ponte entre a rede wireless a a rede Ethernet com cabos Loschi.

### P2P ou Peer-to-peer ou Ad-hoc
A modalidade ad-hoc permite que os dispositivos-clientes wireless dentro de uma certa área se descubram e comuniquem-se na forma do par-à-par sem envolver pontos de acesso centrais.

### Wireless Distribution System
A modalidade Wireless Distribution System permite a interconexão de access points sem a utilização de cabos ou fios. As redes sem fio do tipo LAN ou WLAN (Wireless Local Area Network) referem-se à comunicação de equipamentos em áreas restritas (salas, edifícios, etc.), objetivando o compartilhamento de recursos computacionais. Podem ser usadas como ampliação de redes cabeadas para dispositivos portáteis (palmtops, laptops, notebooks, etc.) que estabelecem comunicação por propagação de ondas de rádio.
Tradicionalmente, ligar prédios significava passar dados sob a terra. Mas agora, existe mais uma opção: a informação pode ser transmitida via rádio.
Essa maneira de transmitir informações reduz os custos associados com contas telefônicas e com a passagem de fibras sob a terra, especialmente em áreas onde há "direito de passagem".
Vejam que a comunicação sem fio pode ser usada tanto para ligar prédios quanto para redes internas, sendo bastante útil em redes que crescem rapidamente, uma vez que as wireless são mais fáceis de expandir do que as comuns, pois não exigem que a fiação seja modificada.
Apesar disso, as desvantagens também são consideráveis, como por exemplo, o custo maior para aquisição de equipamento que opera com velocidade equiparável à de aparelhos modernos com fio. Outro item importante são os padrões, que apenas recentemente atingiram um bom nível, como o IEEE 802.11b e o Bluetooth, que ainda não está tão difundido.
Dos produtos que se utilizam dessa tecnologia, destacam-se os seguintes, que obtiveram boa classificação em testes nos EUA:
- Wireless Campus BridgeLink (RadioLAN): Usa uma tecnologia proprietária (da própria RadioLAN) chamada 10BaseRadio, que aumenta a velocidade mas diminui um pouco o alcance. Graças também à facilidade de configuração, foi escolhido como melhor aparelho dos testes.
- Tsunami Wireless Ethernet Bridge (Western Multiplex): Atingiu a maior velocidade, mas não tem muitas facilidades de configuração.
- AIR-BR340 (Cisco): A Cisco adquiriu a Aironet Wireless Communications em março de 2000, para, além de ser uma das dominantes do mercado de LANs internas, competir no mercado Wireless. Este equipamento foi o terceiro na classificação, com boas características gerais.
Os testes foram feitos nos laboratórios Syracuse University, e concluíram que os equipamentos são bons para LANs de pequeno e médio porte. Se houver a necessidade de transmissão de mais dados, as alternativas são o método tradicional ou uma "aventura" no mundo dos aparelhos de alta velocidade e alto preço.